# 백용성 선사 만일선회 방함록
백용성 선사 만일선회 방함록(백용성 선사 萬日禪會 芳啣錄)은 대한민국 경기도 성남시에 있는 일제강점기 만일참선결사의 방함록이다. 2014년 10월 29일 대한민국의 국가등록문화재 제637호로 지정되었다.

## 개요
현재까지 유일한 만일참선결사의 방함록이며, 망월사, 통도사, 내원암 등의 선원의 계보를 확인 할 수 있으며, 당시 참여한 수행자들을 알 수 있으므로 가치가 있다.
이 자료는 일제에 항거하여 전통불교의 본래 모습을 회복하기 위한 민족정신회복운동의 증거 자료이다.

## 참고 자료
- 백용성 선사 만일선회 방함록 - 국가유산청 국가유산포털